# ألان ويلز
ألان ويلز (بالإنجليزية: Alan Wills)‏ هو نبال بريطاني، ولد في 3 أغسطس 1981 في Frizington ‏ في المملكة المتحدة.

## وصلات خارجية
- ألان ويلز على موقع الاتحاد الدولي للرماية بالسهام (الإنجليزية)
- ألان ويلز على موقع اللجنة الأولمبية الدولية (الإنجليزية)
- ألان ويلز على موقع أوليمبيديا (الإنجليزية)
- ألان ويلز على موقع اللجنة الأولمبية البريطانية (الإنجليزية)
- ألان ويلز على موقع اتحاد ألعاب الكومنولث (مؤرشف) (الإنجليزية)